# Kamen Rider Build: Be The One
Kamen Rider Build the Movie: Be the One (劇場版 仮面ライダービルド Be The One Gekijōban Kamen Raidā Birudo Bī Za Wan) là bộ phim siêu anh hùng Nhật Bản ra rạp năm 2018,là phần phim điện ảnh của Kamen Rider Build, nội dung nằm giữa hai tập 45 và 46 của TV series và có cameo cho Kamen Rider Zi-O, nhân vật chính trong Kamen Rider Zi-O, phần tiếp theo của loạt phim Kamen Rider. Bộ phim ra rạp ngày 04/08/2018, phát hành song song với Kaitou Sentai Lupinranger VS Keisatsu Sentai Patranger en Film.

## Nội dung
Sau khi cuộc nội chiến kết thúc, các thống đốc mới của Nhật Bản hứa hẹn một thời đại mới của sự thịnh vượng vào ngày nhậm chức của họ. Nhưng thống đốc mới của Touto là Kengo Inō tạo ra một cuộc biểu tình chống lại Kamen Rider được dân chúng hưởng ứng. Hypnotized coi Sento Kiryū là kẻ thù quốc gia. Đám đông đuổi theo Sento, sau khi anh đã cứu một cậu bé và chị gái của mình đến một sân vận động, Kazumi Sawatari và Gentoku Himuro trốn thoát nhưng lại bị bắt giữ bởi các thống đốc mới của Hokuto là Ryōka Saiga - Scissors Lost smash. Khi đến Nascita, Sento cố gắng gọi Ryūga Banjō, người đã bị thống đốc Seito là Mitsuomi Gōbara bắt cóc.
Sento hack vào cơ sở dữ liệu của chính phủ và biết rằng các thống đốc mới là đồng đội của Soichi trước khi bị Inō tạo phản. Inō giải thích ông và các thống đốc khác là thành viên của tộc Bloods như Evolt và phục vụ như là đồng nghiệp của Evolt trong mục tiêu phá hủy trái đất của họ. Nhưng của Evolt bị sai lệch khiến họ phải tự ra tay. Ryūga đã bị tẩy não tấn công Sento. Khi Build bị đánh bại, Inō cho dân chúng thấy Kamen Riders là lời nhắc nhở về những nỗi kinh hoàng của cuộc nội chiến. Ryūga sau đó lấy Hazard Trigger đưa cho Inō để hắn trở thành Kamen Rider Blood, Evolto cứu Sento sau khi anh bị đánh bại.
Sento thức dậy và kiên quyết rằng Ryūga là điều cần thiết để đánh bại Bloods.
Ngày hôm sau, Sento mang Pandora Box đến chỗ Inō. Vernage can thiệp để cứu Misora và Sawa trước khi sáp nhập hai chiếc Fullbottle với đầy đủ Genius để trở thành Cross-Z Build, Sento vô tình sáp nhập với Ryuga trở thành Kamen Rider Cross-Z-Build.
Kamen Riders Grease và Rouge tiêu diệt Zebra và Scissors Lost smash. Build-Cross Z đánh bại Bloods.
Một lúc sau, khi Sento đang nghiên cứu một phương tiện tương tự như Cross-Z-Build để đánh bại Evolto khi ông được bảng điều khiển Pandora trắng đưa tới một trận chiến giữa các Kamen Riders khác nhau và kẻ thù tương ứng của họ. Những con quái vật sau đó bị tiêu diệt bởi một Kamen Rider bí ẩn trang bị cho bản thân Build Armor, giới thiệu mình với Sento là - Kamen Rider Zi-O.

## Diễn viên
- Sento Kiryū (桐生 戦兎 Kiryū Sento?): Atsuhiro Inukai (犬飼 貴丈 Inukai Atsuhiro?)
- Ryūga Banjō (万丈 龍我 Banjō Ryūga?): akaso eijiEiji Akaso (赤楚 衛二 Akaso Eiji?)
- Misora Isurugi (石動 美空 Isurugi Misora?): Kaho Takada (高田 夏帆 Takada Kaho?)
- Kazumi Sawatari (猿渡 一海 Sawatari Kazumi?): Kouhei Takeda (武田 航平 Takeda Kōhei?)
- Nariaki Utsumi (内海 成彰 Utsumi Nariaki?): Yuki Ochi (越智 友己 Ochi Yūki?)
- Shinobu Katsuragi (葛城 忍 Katsuragi Shinobu?): Zyouzi Kokubo (小久保 丈二 Kokubo Jōji?)
- Takumi Katsuragi (葛城 巧 Katsuragi Takumi?): Yukiaki Kiyama (木山 廉彬 Kiyama Yukiaki?)
- Mitsuomi Gōbara (郷原 光臣 Gōbara Mitsuomi?): Takashi Fujii (藤井 隆 Fujii Takashi?)
- Ryōka Saiga (才賀 涼香 Saiga Ryōka?): Rena Matsui (松井 玲奈 Matsui Rena?)
- Yū Maihara (舞原 由宇 Maihara Yū?): Koharu (呼春?)
- Arata Maihara (舞原 新汰 Maihara Arata?): Shouki Tsuru (鶴 翔麒 Tsuru Shōki?)
- Citizen: Shiihashi Justaway (しいはし ジャスタウェイ Shiihashi Jasutawei?)
- Newscaster: Saemi Ikeda (池田 沙絵美 Ikeda Saemi?)
- Weather reporter: Airi Yoshida (吉田 愛梨 Yoshida Airi?)
- Reporter: Asami Uchimura (内村 麻美 Uchimura Asami?)
- Sawa Takigawa (滝川 紗羽 Takigawa Sawa?): Yukari Taki (滝 裕可里 Taki Yukari?)
- Gentoku Himuro (氷室 幻徳 Himuro Gentoku?): Kensei Mikami (水上 剣星 Mikami Kensei?)
- Sōichi Isurugi (石動 惣一 Isurugi Sōichi?): Yasuyuki Maekawa (前川 泰之 Maekawa Yasuyuki?)
- Kengo Inō (伊能 賢剛 Inō Kengo?): Masanobu Katsumura (勝村 政信 Katsumura Masanobu?)
- Evolto (エボルト Eboruto?, Voice), Evol Driver Voice: Tetsuo Kanao (金尾 哲夫 Kanao Tetsuo?)
- Vernage (ベルナージュ Berunāju?, Voice): Sora Amamiya (雨宮 天 Amamiya Sora?)
- Kamen Rider Zi-O (仮面ライダージオウ Kamen Raidā Jiō?, Voice): So Okuno (奥野 壮 Okuno Sō?)
- Build Driver Voice: Katsuya Kobayashi (小林 克也 Kobayashi Katsuya?)
- Sclash Driver, Crocodile Crack Fullbottle, Cross-Z Magma Knuckle, và Great Cross-Z Dragon Voices: Norio Wakamoto (若本 規夫 Wakamoto Norio?)
- Ziku-Driver Equipment Voice: Rikiya Koyama (小山 力也 Koyama Rikiya?), Yohei Onishi (大西 洋平 Ōnishi Yōhei?)

## Âm nhạc
- "Everlasting Sky"[1]
  - Lyrics: Shōko Fujibayashi
  - Composition: Hidehiro Kawai
  - Arrangement: Keiichi Tomita
  - Artist: Beverly